# جونپی موریتا
جونپی موریتا (انگلیسی: Junpei Morita؛ زادهٔ ۱ اوت ۱۹۵۴) هنرپیشه، صداپیشه اهل ژاپن است.